# Michael Brown (cầu thủ bóng đá, sinh năm 1985)
Michael Brown, (sinh ngày 27 tháng 2 năm 1985) là một cầu thủ bóng đá người Anh thi đấu cho Preston North End và có 18 lần ra sân ở Football League trong thời gian cho mượn với Chester City. Sau 18 tháng chấn thương, Brown trở lại với bóng đá tại Lancaster City trước khi chuyển đến Fleetwood Town.